# Топільче (село)
Топі́льче — село в Україні, у Зеленській сільській громаді Верховинського району Івано-Франківської області. Населення становить 204 особи.

## Географія
У селі потоки Петрин та Хараль впадають у річку Чорний Черемош.

## Історія
12 червня 2020 року, відповідно до Розпорядження Кабінету Міністрів України  № 714-р «Про визначення адміністративних центрів та затвердження територій територіальних громад Івано-Франківської області», увійшло до складу Зеленської сільської громади.
19 липня 2020 року, в результаті адміністративно-територіальної реформи та ліквідації Верховинського району, село увійшло до складу новоутвореного Верховинського району.

## Населення
Згідно з переписом УРСР 1989 року чисельність наявного населення села становила 262 особи, з яких 124 чоловіки та 138 жінок.
За переписом населення України 2001 року в селі мешкали 204 особи. 100 % населення вказало своєю рідною мовою українську.